# Claudia Di Girólamo
Claudia Di Girólamo (née Claudia del Carmen Di Girolamo Quesney le 30 décembre 1956 à Santiago) est une actrice chilienne.

## Activités militantes
Di Girolamo est une militante du mouvement LGBT qui milite en faveur du mariage homosexuel. Elle participe activement avec sa famille à la campagne audiovisuelle Amor es amor, de Movilh, pour l'égalité sociale et légale. De plus, elle participe à un événement caritatif pour récolter de l'argent pour la famille de Daniel Zamudio.

## Filmographie à la télévision
| Année     | Titre                   | Rôle                                             | Chaîne      |
| --------- | ----------------------- | ------------------------------------------------ | ----------- |
| 1979      | Martín Rivas            | Matilde Elias                                    | TVN         |
| 1981      | La madrastra            | Luna San Lucas                                   | Canal 13    |
| 1982      | Alguien por quien vivir | Karin Sonnenberg                                 | Canal 13    |
| 1982      | Una familia feliz       | Javiera Altamira                                 | Canal 13    |
| 1983      | La noche del cobarde    | María Chaparro "María C"                         | Canal 13    |
| 1984      | Los Títeres             | Artemisa Mykonos                                 | Canal 13    |
| 1985      | Matrimonio de papel     | Carmen Pérez                                     | Canal 13    |
| 1986      | Ángel Malo              | Lia Lozano                                       | Canal 13    |
| 1986      | Secreto de familia      | Xenia Cadic                                      | Canal 13    |
| 1987      | La invitación           | Consuelo Vilar                                   | Canal 13    |
| 1990      | ¿Te conté?              | Sabrina Mardones                                 | Canal 13    |
| 1991      | Volver a empezar        | Valentina Urmeneta                               | TVN         |
| 1992      | Trampas y caretas       | Mariana Rios                                     | TVN         |
| 1993      | Jaque Mate              | Isabella Quesney                                 | TVN         |
| 1994      | Rompecorazón            | Patricia Sierra                                  | TVN         |
| 1995      | Estúpido cupido         | Sœur Angelica                                    | TVN         |
| 1996      | Sucupira                | Sara Lineros                                     | TVN         |
| 1997      | Oro verde               | Natalia Sotomayor                                | TVN         |
| 1998      | Iorana                  | Josefa Soublette                                 | TVN         |
| 1999      | La Fiera                | Catalina Chamorro "La Fiera"                     | TVN         |
| 2000      | Romané                  | Jovanka Antich                                   | TVN         |
| 2001      | Pampa Ilusión           | Inés Clark / Florencio Aguirre                   | TVN         |
| 2002      | El circo de las Montini | Olga II Montini                                  | TVN         |
| 2003      | Puertas adentro         | Erica Sandoval                                   | TVN         |
| 2004      | Los Pincheira           | Marwa Abu Kassem                                 | TVN         |
| 2004      | Ídolos                  | Isabel Segovia                                   | TVN         |
| 2006      | Cómplices               | Soledad Mendez                                   | TVN         |
| 2007      | Carcel de Mujeres       | Camila Pardo                                     | TVN         |
| 2008      | Viuda alegre            | Beatriz Sarmiento                                | TVN         |
| 2008      | Paz                     | Marta de Almendros                               | TVN         |
| 2009      | Los exitosos Pells      | Franca Andrade                                   | TVN         |
| 2010      | Conde Vrolok            | Elena Medrano / Teresa Salvatierra               | TVN         |
| 2011-2013 | Prófugos                | Francisca "Kika" Ferragut                        | HBO         |
| 2011      | La Doña                 | Catalina de los Ríos y Lisperguer "La Quintrala" | Chilevisión |
| 2012      | La Sexologa             | Olivia Pamplona                                  | Chilevisión |
| 2013      | Graduados               | Cristina Arlegui                                 | Chilevisión |
| 2014      | Las 2 Carolinas         | Sofia Parker                                     | Chilevisión |
| 2015      | Matriarcas              | Diana Nazer                                      | TVN         |
| 2016      | Casa de Angelis         | Madame Carla                                     | TVN         |
| 2017      | Dime quién fue          | Adriana Lyon                                     | TVN         |
| 2018      | La reina de Franklin    | Julia Tocornal                                   | Canal 13    |
| 2019      | Río Oscuro              | Concepción Aldunate                              | Canal 13    |
| 2020-2022 | La Meute                | Francisca Izquierdo                              | Prime Video |
| 2022      | 42 días en la oscuridad | Cecilia Montes                                   | Netflix     |
| 2022      | Cromosoma 21            | Sofía Lombardi                                   | Netflix     |
| 2023      | Dime con quién andas    | Mireya Soyo                                      | Paramount+  |
| 2023      | Llévame al cielo        |                                                  | Disney+     |

### Sources
- (es) Cet article est partiellement ou en totalité issu de l’article de Wikipédia en espagnol intitulé « Claudia di Girolamo » (voir la liste des auteurs).